# Tapio Räisänen
Tapio Räisänen (né le 10 mai 1949) est un ancien sauteur à ski finlandais actif à la fin des années 1970.
Il fait ses débuts au niveau international lors de la Tournée des quatre tremplins 1975-76 qu'il termine à la 37e place. Au cours de cette même saison, il remporte le titre de champion de Finlande sur grand tremplin.
En 1977, il est sélectionné dans son équipe nationale pour participer aux Championnats du monde de vol à ski à Vikersund (Norvège). Il y décroche une honorable 7e place.
Les Championnats du monde de ski nordique 1978 sont organisés chez lui, en Finlande. À la surprise générale, il remporte la médaille d'or sur grand tremplin et termine 6e sur petit tremplin. Engagé dans l'équipe de Finlande lors du concours non-officiel par nations, il termine 2e.
La suite de sa carrière sera moins reluisante. En 1979, il termine Tournée des quatre tremplins à une anonyme 34e place. En 1980, il remporte une dernière victoire lors d'une compétition FIS organisée à Sapporo (Japon) avant de ranger les skis.

## Palmarès

### Championnats du monde
| Épreuve / Édition | Lahti 1978 |
| Petit Tremplin    | 6e         |
| Grand Tremplin    | Or         |

### Championnats du monde de vol à ski
| Épreuve / Édition | Vikersund 1977 |
| Individuel        | 7e             |